# ASE
|  | For gudeslægten indenfor nordisk mytologi, se aser. |
ASE, tværfaglig a-kasse for lønmodtagere og selvstændige inden for alle brancher. Oprindeligt var Ase kun for selvstændige. Deraf navnet, som var en fork. for A-kassen for Selvstændige, tidligere Arbejdsløshedskassen for Selvstændige Erhvervsdrivende. A-kassen blev grundlagt i 1976. Ase har ingen binding til religion, politiske partier eller hovedorganisationer. ASE er heller ikke medlem af brancheorganisationen Danske A-kasser.
I 2010 indledte Ase samarbejde med den faglige forening Ase Lønmodtager, som er en arbejdsmarkedsforsikring for lønmodtagere.
I 2013 indledte Ase samarbejde med Foreningen Ase Selvstændig, som er en organisation, der varetager selvstændigt erhvervsdrivendes interesser.
Siden 1977 har Ase været statsanerkendt. A-kassen var oprindeligt forbeholdt selvstændige erhvervsdrivende, men har siden 2002 også været åben for lønmodtagere grundet en lovændring samme år. Ase har omkring 145.000 medlemmer.
Ase har hovedkontor på Frederikskaj i Sydhavnen og har 11 lokalkontorer og 6 samtalesteder. I alt holder Ase møder med medlemmer på 16 forskellige adresser fordelt på hele landet. Ase udgiver medlemsbladet Ase Nyt samt en række digitale medlemsmedier.